# Нове Окніни
Нове Окніни (пол. Nowe Okniny) — село в Польщі, у гміні Вішнев Седлецького повіту Мазовецького воєводства.
У 1975—1998 роках село належало до Седлецького воєводства.